# Västra Näsnabben
Västra Näsnabben är ett naturreservat belägen på en udde med samma namn på sydvästra Listerlandet i Sölvesborgs kommun.
Reservatet är skyddat sedan 2018 och omfattar 10 hektar. I reservatet finns hagmarker.